# Oriolus xanthornus
La oropéndola encapuchada (Oriolus xanthornus) es una especie de ave paseriforme de la familia Oriolidae propia de la región indomalaya.